# Husky d'Alaska
El husky d'Alaska (Alaskan husky en anglès) és el nom atorgat a una categoria o varietat de gossos de trineu molt eficients originaris d'Alaska (Estats Units).
No existeixen característiques fixes de pedigrí, sinó més aviat de propòsit. Els conductors de trineu solen distingir entre husky d'Alaska i encreuament de races, de forma informal, així que és possible que el husky d'Alaska tingui un grau d'aparença de gos del nord.
La major part dels huskies d'Alaska tenen les orelles puntegudes, classificant-se, de fet, com a gossos de tipus Spitz.

## Especialitzacions
Existeixen algunes especialitzacions dins d'aquest tipus:
- El Husky del riu Mackenzie
- Malamut d'Alaska
- Alaskan per a curses de velocitat com l'Eurohound
- Alaskan per a curses de llarga distància

Cal tenir en compte que en els campionats de curses de trineu, aquests gossos poden arribar amb el trineu carregat als 30 km/h i que es corre durant tres dies de 30 a 50 km diaris.

## Aparença
Els huskies d'Alaska són una mescla de gossos i llops originaris d'Alaska, molt similars al husky siberià, però generalment més alts i prims i d'orelles més puntegudes. Són utilitzats generalment per a curses de velocitat, ja que tenen molta energia i força. No necessiten un gos pigall, però sí que qui els condueixi tingui autoritat sobre ells, en cas contrari no respondran a les ordres.
Són de grandària moderada, amb una mitjana de 30 a 40 kg per als mascles i de 17 a 19 kg per a les femelles.
El mantell pot ser de qualsevol color però els seus ulls han de ser marrons, en cas contrari són considerats husky siberians, no els agrada bordar; són molt mansos amb els nens, són bons guardians per a la família que els adopti.